# Flugunfall bei Rio Branco 2023
Der Flugunfall bei Rio Branco 2023 ereignete sich am 29. Oktober 2023, als eine Cessna 208B Caravan der brasilianischen Regionalfluggesellschaft ART Táxi Aéreo auf einem Flug von Rio Branco nach Envira kurz nach dem Start abstürzte. Bei dem Zwischenfall kamen alle 12 Personen an Bord ums Leben.

## Maschine
Das betroffene Flugzeug war eine 1993 gebaute Cessna 208B Caravan mit der Werknummer 208B0344. Die Maschine trug das Luftfahrzeugkennzeichen PT-MEE und gehörte seit dem 14. Juli 2014 der ART Táxi Aéreo an. Das einmotorige Regionalverkehrsflugzeug war mit einem Turboproptriebwerk des Typs Pratt & Whitney Canada PT6A-114A mit 505 kW (675 PS) ausgestattet.
Am 1. Juli 2008 war die Maschine, die damals noch zur Flotte der TAM - Táxi Aéreo Marília gehörte, schon einmal in einen Zwischenfall verwickelt. Der Kapitän musste die Maschine, mit der an diesem Tag ein Frachtflug von Altamira nach Itaituba durchgeführte wurde, bei Divinópolis auf der Autobahn BR-163 von Santarém nach Cuiabá notlanden. Aufgrund von Gegenverkehr steuerte der Kapitän die Maschine in ein Gebüsch, wobei die Cessna erheblich beschädigt wurde.

## Insassen
Es befanden sich zehn Passagiere sowie eine zweiköpfige Flugbesatzung an Bord, bestehend aus einem Flugkapitän und Erstem Offizier. Zu den Passagieren gehörten sechs Männer, drei Frauen und ein Kleinkind im Alter von einem Jahr und sieben Monaten. Von den zwölf Insassen des Fluges stammten sieben aus der Stadt Eirunepé im Landesinneren von Amazonas. Andere Bewohner kamen aus Envira, dem Ziel des Fluges. Einige Passagiere hatten den Flug angetreten, um sich in Envira medizinisch behandeln zu lassen. Auf dem Regionalflug waren keine Flugbegleiter vorgesehen.

## Wetter
Das Wetter war zum Unfallzeitpunkt gut. Der Wind wehte aus nordwestlicher Richtung mit einer Geschwindigkeit von 9 Knoten (16 km/h). Es herrschten gute Sichtverhältnisse und Temperatur um 30 Grad Celsius.

## Unfallhergang
Mit der Maschine wurde ein inländischer Lufttaxiflug von Rio Branco nach Envira durchgeführt. Das Flugzeug stürzte kurz nach dem Start gegen 6:30 Uhr Ortszeit in ein dichtes Waldstück. Nach dem Absturz brach ein Brand aus. Die Arbeit der Feuerwehrleute wurde erschwert, da sich der Unfall an einer schwer zugänglichen Stelle ereignete. Es wurde berichtet, dass die Feuerwehrleute den Brand nur mit Feuerlöschern bekämpfen konnten, da die Unfallstelle mit Fahrzeugen nicht zu erreichen war. Bei dem Unfall wurden alle 12 Insassen getötet.